# Nancy Flournoy
Pour les articles homonymes, voir Flournoy.
Nancy Flournoy (née le 4 mai 1947) est une statisticienne et universitaire américaine. Ses recherches en statistique concernent la conception d'expériences, et notamment la conception d'essais cliniques adaptatifs (en) ; elle est également connue pour son travail sur les applications des statistiques à la greffe de moelle osseuse. Elle est professeure émérite de statistique à l'université du Missouri.  

## Biographie
Nancy Flournoy est originaire de Long Beach, en Californie. Elle fait ses études secondaires à la Polytechnic School (en), puis elle s'inscrit à l'université de Californie à Los Angeles, où elle obtient son diplôme en nutrition en 1969, puis elle se spécialise en biostatistique. Elle travaill comme statisticienne aux programmes médicaux régionaux puis poursuit ses études à l'UCLA, avec Olive Jean Dunn comme mentor, et réalise une maîtrise en biostatistique en 1971.  
Nancy Flournoy obtient un emploi en psychologie de l'éducation au Southwest Education and Laboratory for Research. Elle acquiert ses premières expériences de travail sur la greffe de moelle osseuse en 1973, sous la direction d'Edward Donnall Thomas au Fred Hutchinson Cancer Research Center, et elle devient directrice des statistiques cliniques au centre en 1975. À cette époque, les dossiers des patients sont stockés sur des cartes perforées, et les ensembles de données sont triées à la main. Son travail à cette époque sur l'effet du greffon contre la tumeur est devenu « la première application majeure du modèle des risques proportionnels avec des covariables dépendantes du temps ».  
En 1982, Flournoy soutient une thèse en biomathématique, dirigée par Lloyd Delbert Fisher, intitulée The Failure-Censoring Bichain and the Relative Efficiency of Selected Partial Likelihoods in Presence of Coprocesses à l'université de Washington, puis elle rejoint la Fondation nationale pour la science (NSF) en tant que directrice des statistiques en 1986. Dans ce cadre, elle encourage les candidatures féminines. Elle coordonne l'établissement d'un rapport qui conduit à la fondation de l'Institut national des sciences statistiques (en) et a poussé l'institut à mettre davantage l'accent sur les applications. Elle reçoit un prix de la Fondation en 1988 pour ses encouragements à la recherche interdisciplinaire.  
Elle rejoint le Département de mathématiques et de statistique de l'American University la même année et s'intéresse aux essais cliniques adaptatifs comme moyen de progresser plus rapidement dans l'espace hautement dimensionnel des combinaisons de traitement. Dans cette perspective, elle organise une session de travail en 1989 et un congrès en 1992. 
Elle est nommée chef du département à l'American University, puis prend un poste à l'université du Missouri en 2002.  

## Prix et distinctions
Flournoy est élue membre de l'Institut de statistique mathématique en 1990, de la Société américaine de statistique et de la World Academy of Art and Science (en) en 1992, et de l'Association américaine pour l'avancement des sciences en 1993. 
En 2000, le Comité des présidents de sociétés statistiques lui décerne  le prix Elizabeth Scott « pour ses efforts novateurs et très fructueux visant à encourager les femmes à rechercher des financements de recherche compétitifs; à envisager et à soutenir les voies pionnières vers les ateliers futurs; à servir de modèle et mentor pour les étudiants diplômés et les jeunes professeurs, pour sa bourse dans l'enseignement et la recherche, et pour ses nombreuses contributions aux sciences statistiques ».   
En 2007, le COPSS lui décerne le prix Florence Nightingale David « pour ses contributions à la recherche fondamentale dans les conceptions adaptatives, l'analyse séquentielle, les essais cliniques, et en particulier dans les essais de transplantation de moelle osseuse; pour son enseignement dévoué; pour son mentorat passionné auprès de jeunes statisticiens, nouveaux chercheurs, femmes et minorités, et chercheurs dans les petites universités, pour son leadership dans la profession, y compris son rôle de présidente d'un important département de statistique ».  
Elle est nommée professeure émérite Curators en 2012,. La même année, elle reçoit également le prix Janet L. Norwood pour les réalisations exceptionnelles d'une femme des sciences statistiques. 
Elle est présidente du Caucus for Women in Statistics en 2014.